# Ландольт, Элиас (лесовод)
Элиас Ландольт (28 августа 1821, Клайнандельфинген — 18 мая 1896, Цюрих) — швейцарский учёный-лесовод, главный лесничий кантона Цюрих.
Родился в семье фермера. Учился в Андельфингене, проходил стажировку в качестве лесника в Бенкене и Кибурге, получив стипендию на продолжение обучения от Цюрихской лесной комиссии. В 1842—1844 годах учился в Промышленной школе в Цюрихе, прошёл практический курс в Шварцбальде, а в 1844—1845 годах учился в Сельскохозяйственном институте Хоэнхайма и Королевской саксонской академии лесного хозяйства. В 1846—1847 годах он учился в Гарце и Аахене, ездил по лесам Центральной и Южной Германии, Чехии, Тироля и Граубюндена. В 1848 году сдал государственный экзамен в Цюрихе, после чего ему предложили возглавить новую лесную школу в Мадриде, но Ландольт отказался от этого, предпочтя карьеру лесничего в Цюрихе. В 1849 году он получил должность Forstadjunkt im Oberforstamt des Kantons Zürich, в 1853 — kantonaler Forstmeister des ersten Kreises и в 1864 году — Oberforstmeister des Kantons Zürich, которую он занимал до 1882 года, когда перешёл на научную и редакторскую работу.
С 1855 по 1894 год параллельно был профессором Цюрихского политехникума, директором которого состоял в 1867—1871 годах. В 1861—1893 годах был редактором «Schweizerische Zeitschrift für das Forstwesen», в 1881—1893 годах — «Schweizerischer Forstverein». В 1854—1893 годах он также был депутатом парламента кантона Цюрих, с 1893 года до смерти — членом Большого городского совета. Также был членом суда присяжных.
Основные работы: «Ueber forstliche Taxation und Betriebsregulierung» (Цюрих, 1856); «Ueber die Untersuchung der Hochgebirgswaldungen» (1862); «Die forstlichen Zustände in den Alpen und im Jura» (1863, переведено на французский и итальянский языки); «Tafeln zur Ermittelung des Kubikinhalts liegender, entgipfelter Baumstämm» (6 изданий, 1893); «Der Wald, seine Verjungung Pflege und Benulzung» (4 издания, 1894) и другие.